# Wiktor Michailowitsch Schustikow
Wiktor Michailowitsch Schustikow (russisch Виктор Михайлович Шустиков; * 28. Januar 1939 in Moskau) ist ein ehemaliger russischer Fußballspieler, der in der Verteidigung agierte.

## Laufbahn
Schustikow stand während seiner aktiven Laufbahn von 1958 bis 1972 ausschließlich bei seinem Heimatverein Torpedo Moskau unter Vertrag und gehörte zu den wenigen Spielern, die mit Torpedo beide sowjetischen Meistertitel der 1960er Jahre gewannen, die 1960 und 1965 erzielt wurden. Außerdem wurde er 1961 und 1964 mit Torpedo Vizemeister. Ferner gewann Schustikow mit Torpedo dreimal den Fußballpokal der Sowjetunion (1960, 1968 und 1972) und erreichte in weiteren drei Fällen die Finalspiele (1958, 1961 und 1966).
In den Jahren 1963 und 1964 absolvierte Schustikow insgesamt acht Länderspieleinsätze für die Fußballnationalmannschaft der UdSSR und gehörte mit seinen beiden Mannschaftskameraden von Torpedo, Walentin Ivanow und Waleri Woronin, zum Kader der sowjetischen Auswahlmannschaft, die bei der Fußball-Europameisterschaft 1964 in Spanien den zweiten Platz belegte. 

## Erfolge

### Verein
- Sowjetischer Meister: 1960 und 1965
- Sowjetischer Pokalsieger: 1960, 1968, 1972

### Nationalmannschaft
- Vize-Europameister: 1964